# Johann Beimler
Johann Beimler junior, auch Hans Beimler, (* 28. Mai 1921 in München, Freistaat Bayern, Weimarer Republik; † 12. November 2013 in New York City, New York, Vereinigte Staaten) war ein deutsch-US-amerikanischer Kameramann und Filmproduzent.

## Leben
Beimler wurde 1921 als Sohn von Hans Beimler und dessen Frau Magdalena Beimler, geb. Müller, geboren. Er hatte eine jünger Schwester: Rosemarie (* 28. September 1919). Seine Mutter starb am 16. März 1928. Im Juli 1928 heiratet sein Vater Centa Herker-Beimler.
Als sein Vater im KZ und seine Stiefmutter in Schutzhaft war, kam er in eine Erziehungsanstalt nach Wasserburg am Inn. 1934 lässt sein Vater ihn und seiner Schwester entführen und sie kommen in die Sowjetunion.
1937 wurde er wegen angeblicher Teilnahme an der Vorbereitung eines Attentates auf Stalin verhaftet. Vermutlich wegen seines bekannten Vaters wurde er freigelassen und konnte nach Mexiko fliehen. Dort machte sich der junge Mann als Fotograf und Kameramann einen Namen. Sein Hauptarbeitsfeld waren Dokumentarfilme. Er heiratete die US-amerikanische Malerin und Autorin Rosalind Rosoff Beimler. Dort wurde 1953 auch sein Sohn Hans Beimler geboren, der in den USA als Drehbuchautor und Filmproduzent arbeitete.